# (69230) Hermes
Hermes es el único asteroide que durante años tuvo nombre pero no número en la serie, tiempo durante el que fue conocido como (1937 UB) Hermes. Fue descubierto en 1937 por Karl Reinmuth (1892-1979) en Heidelberg. Se movía a cinco grados por hora, de modo que cruzó el cielo en 9 días, llegando a pasar el 28 de octubre de 1937 a tan solo 800 000 km de distancia de la Tierra. Después se perdió su rastro y se creyó posible no volver a localizarlo jamás.
Sin embargo, el 15 de octubre de 2003, después de 65 años 11 meses y 17 días desde que fuera descubierto por Reinmuth, B. A. Skiff, del Lowel Observatory-LONEOS, se comunicaba haber localizado un asteroide candidato a ser un objeto cercano a la Tierra y que cuatro horas más tarde J. Young, del Table Mountain Observatory, confirmaba.
Más tarde, T. B. Spahr, del MPC, localizaba observaciones del mismo objeto de fecha 5 de octubre de 2003, que habían sido comunicadas por Haleakala-NEAT/MSSS como un probable objeto del cinturón principal, reconociendo Spahr que se trataba de (1937 UB) Hermes, y que ha recibido el número 69.230 definitivo. Durante el tiempo que ha estado perdido, ha dado 31 revoluciones al Sol.